# 피터 키라니스

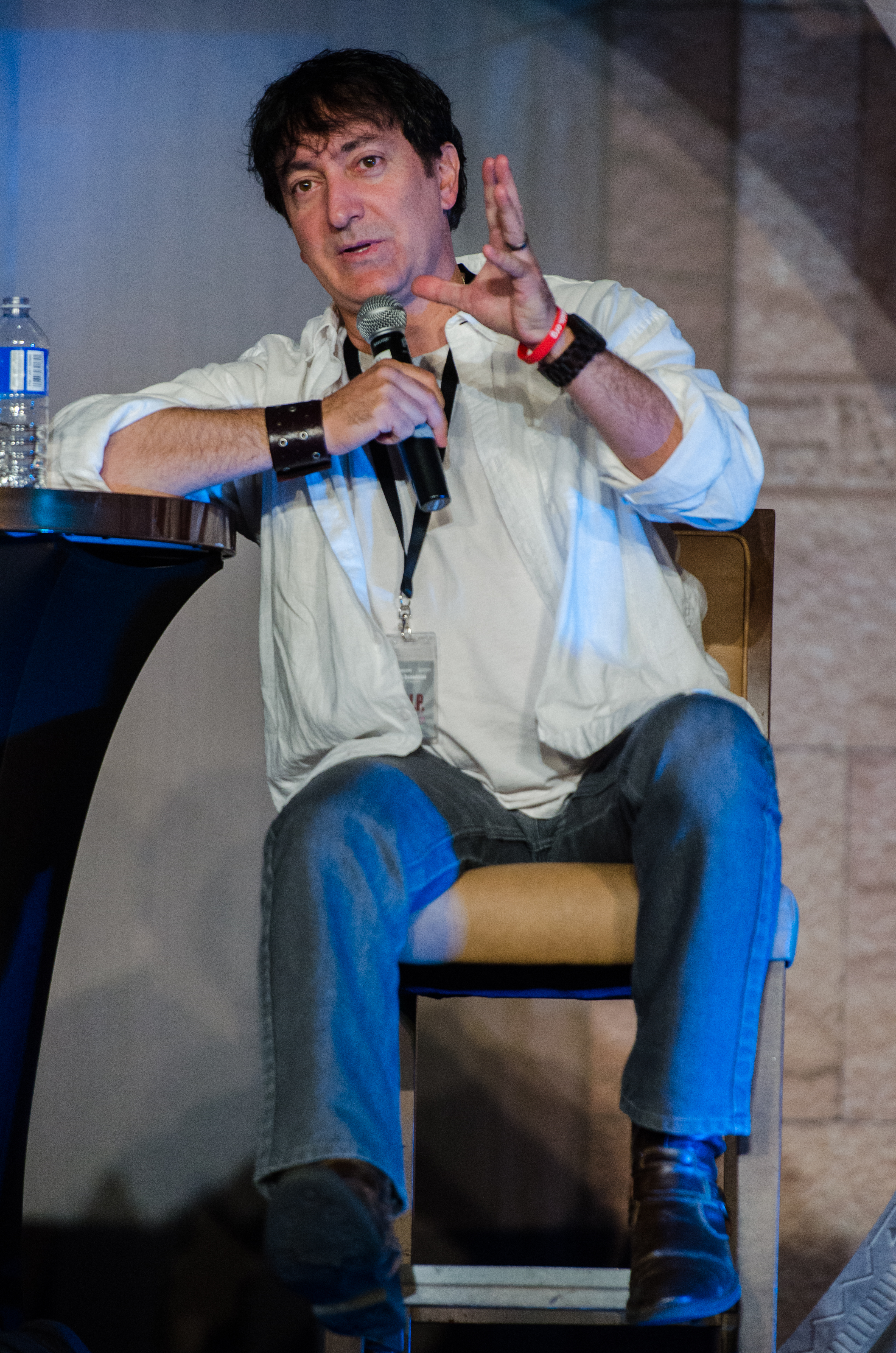

피터 컬래미스(Peter Kelamis, 1967년 12월 11일 ~ )는 캐나다의 성우, 희극인, 배우이다.
시드니에서 태어났다.

## 출연 작품
- 베일리 어게인 (2017년) - 보스 역
- 킬링 군터 (2017년) - 라멧 역
- 노 멘 비욘드 디스 포인트 (2015년)
- 빅 아이즈 (2014년) - 친절한 남자 역
- 미스터 이빨요정 (2010년)
- 킬러 헤어 (2009년)
- SGU 스타게이트 유니버스 키노 (2009년)
- 더 소우 - 해빙 (2009년)
- 아트 오브 워 2 (2008년)
- 만사가 귀찮아 (2006년)
- 닥터 두리틀 3 (2006년)
- 에디슨 시티 (2005년)
- 지미니 글릭 인 라 라 우드 (2004년)
- 미라클 (2004년)
- 바비의 라푼젤 (2002년)
- 어느날 그녀에게 생긴 일 (2002년)
- 서든리 네이키드 (2001년)
- 빨간 코 순록 루돌프와 장남감 섬 (2001년)
- 바비의 호두까기 인형 (2001년)
- 안드로메다 (2000년)
- 나의 다섯 아내 (2000년)
- 캔 오브 웜스 (1999년)
- 클루리스 2 (1999년)
- 화성 탈출 AD 2017 (1999년)
- 터뷸런스 2 (1999년)
- 보이지 오브 테러 (1998년)
- 블리스 (1997년)
- 해피 길모어 (1996년)

### 텔레비전
- 싸이크 1 (2006년)
- SGU 스타게이트 유니버스 (2009년)
- 제3의 눈 (1995년)
- 드래곤 볼 Z (1989년)
- 리지 맥과이어 (2003년)